# Primula hongshanensis
Primula hongshanensis är en viveväxtart som beskrevs av D.W.H.Rankin, Z.D.Fang och H.Sun. Primula hongshanensis ingår i släktet vivor, och familjen viveväxter. Inga underarter finns listade i Catalogue of Life.